# Bóta Botond
Bóta Botond (1995. február 14. –) magyar műugró.

## Sportpályafutása
2008-ban 3 méteren és toronyban bronzérmes volt a felnőtt ob-n. 2009-ben az ifjúsági Európa-bajnokságon 3 méteres műugrásban a B kategóriában 13. helyen végzett. A következő évben 1 és 3 méteren is negyedik volt az országos bajnokságon. Az ifjúsági Eb-n 1 méteren 12. volt. 2011-ben és 2012-ben nem jutott tovább a selejtezőből az ifi Eb-n.
A felnőtt Európa-bajnokságokon 1 méteren 2012-ben 24., 2013-ban 28. volt. A 2013-as felkészülését jelentősen hátráltatta a dunai árvíz, amely miatt hetekre be kellett zárni a Hajós uszodát. Így az ifjúsági Eb-n 1 méteren 18., 3 méteren 23. volt.
A 2013-as világbajnokságon 1 méteres műugrásban 37. lett. Egy évvel később, a berlini úszó-Európa-bajnokság férfi 1 méteres műugrás versenyszámában összesen 275,40 pontot kapott hat gyakorlatára, és ezzel a 21. lett, öt riválisát előzve meg a selejtezőben. Ugyanakkor a 3 méteres műugrás selejtezőjében a 27. helyen végzett.
A 2015-ös Európa-bajnokságon 1 méteren 21., 3 méteren 28. lett. A 2015-ös úszó-világbajnokságon 3 méteren 54. lett.
A 2017-es Európa-bajnokságon 1 és 3 méteren is a 23. helyen végzett.

## Eredmények
| Sportesemény                         | Versenyszámok | Versenyszámok | Versenyszámok | Versenyszámok | Versenyszámok |
| Sportesemény                         | 1 m           | 3 m           | 3 m szinkron  | 10 m torony   | 10 m szinkron |
| ------------------------------------ | ------------- | ------------- | ------------- | ------------- | ------------- |
| 2014-es rostocki Grand Prix, Rostock | –             | 36.           | –             | –             | –             |
| 2014-es úszó-Eb, Berlin              | 21.           | 27.           | –             | –             | –             |
| 2015-ös rostocki Grand Prix, Rostock | –             | 29.           | –             | –             | –             |